# 제6공수사단
제6공수사단(6st Airborne Division)은 제2차 세계 대전 당시 영국 육군에 창설된 사단급 공수부대이다. 이름과 달리 제6공수사단은 제1공수사단과 함께 영국이 제2차 세계 대전 중 창설한 공수부대 2개 중 하나였다. 제6공수사단은 1943년 중반 창설되었고, 리처드 넬슨 게일이 사단장으로 임명되었다. 제6공수사단은 제3강하여단과 제5강하여단을 예하 부대로 두고 있었고 제6강하여단을 예비 부대로 두고 있었다.
제6공수사단의 첫 작전은 오버로드 작전의 일환이었던 통가 작전으로, 제6공수사단은 연합군 부대 중 처음으로 노르망디에 투입되는 부대였다. 이 작전은 노르망디 상륙 당시 좌안 해변을 확보하는 것이 목표였다. 이 작전을 성공한 이후, 제6공수사단은 9월까지 노르망디에 남아 다양한 임무를 수행한 후 영국으로 귀환했다. 1944년 9월 마켓 가든 작전이 임박하자 제6공수사단은 이 작전에 투입되기 위해 준비했으나 결국 제6공수사단은 해당 작전에 참여하지 않았다. 대신 1944년 12월 독일군이 아르덴 숲에서 연합군에 반격을 가할 때 다시 동원되어 벨기에로 파견되었다. 제6공수사단이 마지막으로 참여한 작전은 1945년 3월 24일 실시된 바시티 작전으로, 라인강 일대를 확보하기 위해 연합군이 실시한 두 번째 공수작전이었다.
제2차 세계 대전이 끝난 후 제6공수사단은 제국 전략예비대에 배속되어 중동에 배치되었다. 초기에 공수 훈련을 위해 팔레스타인에 배치되었던 제6공수사단은 이후 팔레스타인 내 치안을 담당하게 되었다. 팔레스타인에서 여러 차례 개편당한 제6공수사단은 1948년에 여단 2개급 규모로 축소되었고, 1948년 5월 18일 하이파를 떠났다. 1948년 팔레스타인에서 임무를 마친 제6공수사단은 이 해 해체되었다.

## 전투 서열
제6공수사단의 편제는 제2차 세계 대전 중 아래와 같았다.
제6강하여단
- 옥스포드셔 버킹엄셔 경보병연대 제2대대
- 얼스터 왕립소총연대 제1대대
- 데본셔 연대 제12대대

제3강하여단
- 제7경보병강하대대
- 제8미들랜즈강하대대
- 제9강하대대
- 제1캐나다강하대대

제5강하여단
- 제12요크셔강하대대
- 제13랭커셔강하대대